# رئيس كولومبيا
رئيس كولومبيا (بالإسبانية: Presidente de Colombia)‏ هو رئيس الدولة ورئيس الحكومة الكولومبية. تم تأسيس مكتب الرئيس بعد التصديق على دستور 1819 من قبل كونغرس أنجوستورا، الذي عقد في ديسمبر 1819، عندما كانت تعرف كولومبيا باسم كولومبيا الكبرى. أول رئيس تولى المنصب كان الجنرال سيمون بوليفار في 1819، والذي نصب نفسه بنفسه في بادئ الأمر، ثم تم التصديق عليه في وقت لاحق من قبل الكونغرس.
الرئيس الحالي لجمهورية كولومبيا هو خوان مانويل سانتوس، الذي تولى منصبه في 7 أغسطس 2010.